# 聖薩爾瓦多城
聖薩爾瓦多城（英語：Fort San Salvador），或作聖救主城，位置在台灣北部基隆社寮地區之和平島上，為西班牙人於1626年發現北台灣三貂角，同年5月16日佔領北台灣雞籠（原巴賽族人領地，即今基隆港）後開始建造此城， 十多年後才完工。

## 歷史
聖薩爾瓦多城周長共約400公尺左右，為下寬上窄堡壘，督軍堅造者為首任雞籠淡水長官伐爾得斯，1626年至1634年之前，西班牙統治者還陸續擴建該堡，於城四周興蓋四座圓形稜堡。1642年發生雞籠之戰，荷蘭軍隊攻打聖薩爾瓦多城，經過激烈砲擊後，該城僅剩西邊稜堡。1664年，在南台灣失利的荷蘭人重新轉進北台灣，並修復原城成為北荷蘭城（Noord Holland）。其後在鄭氏王朝鄭經的攻打下，1668年荷蘭人炸燬北荷蘭城，並自雞籠退卻。

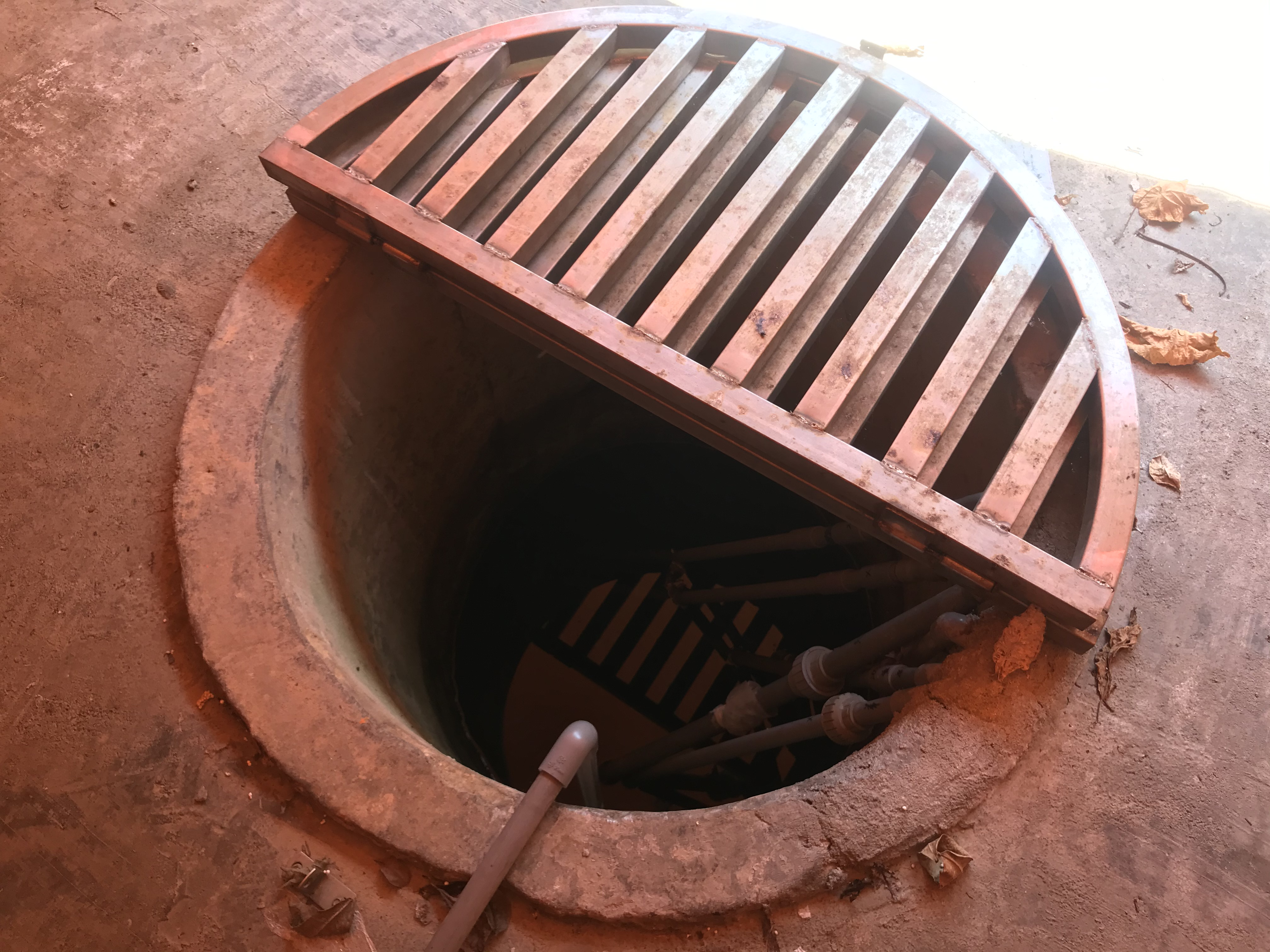
和平島紅毛井

### 聖薩爾瓦多城長官
- Carreño Valdés, Antonio 1626-1629  伐爾得斯
- Alcarazo, Juan de 1629-1632  胡安·德·阿爾卡拉索
- Diaz Barrera, Bartolomé 1632-1634
- Garcia Romero, Alonso  1634-1635  羅美洛
- Hernández, Francisco  1635-1637
- Palomino, Pedro 1637-1639  帕囉米諾
- Márquez, Cristóbal 1639-1640
- Portillo, Gonzalo   1640-1642  波爾的里奧

## 構造
聖薩爾瓦多城的防禦體系主要由3個堡壘組成, 其中兩座位於鄰近山頂上:
- 聖米崙堡（西班牙語：San Millán），又稱護退堡（西班牙語：la retirada）
- 聖安當堡（西班牙語：San Antón）， 又稱看守堡（西班牙語：la mira）
- 聖路易堡（西班牙語：San Luis）， 又稱桶方堡（西班牙語：el cubo）

## 現況與考古發掘

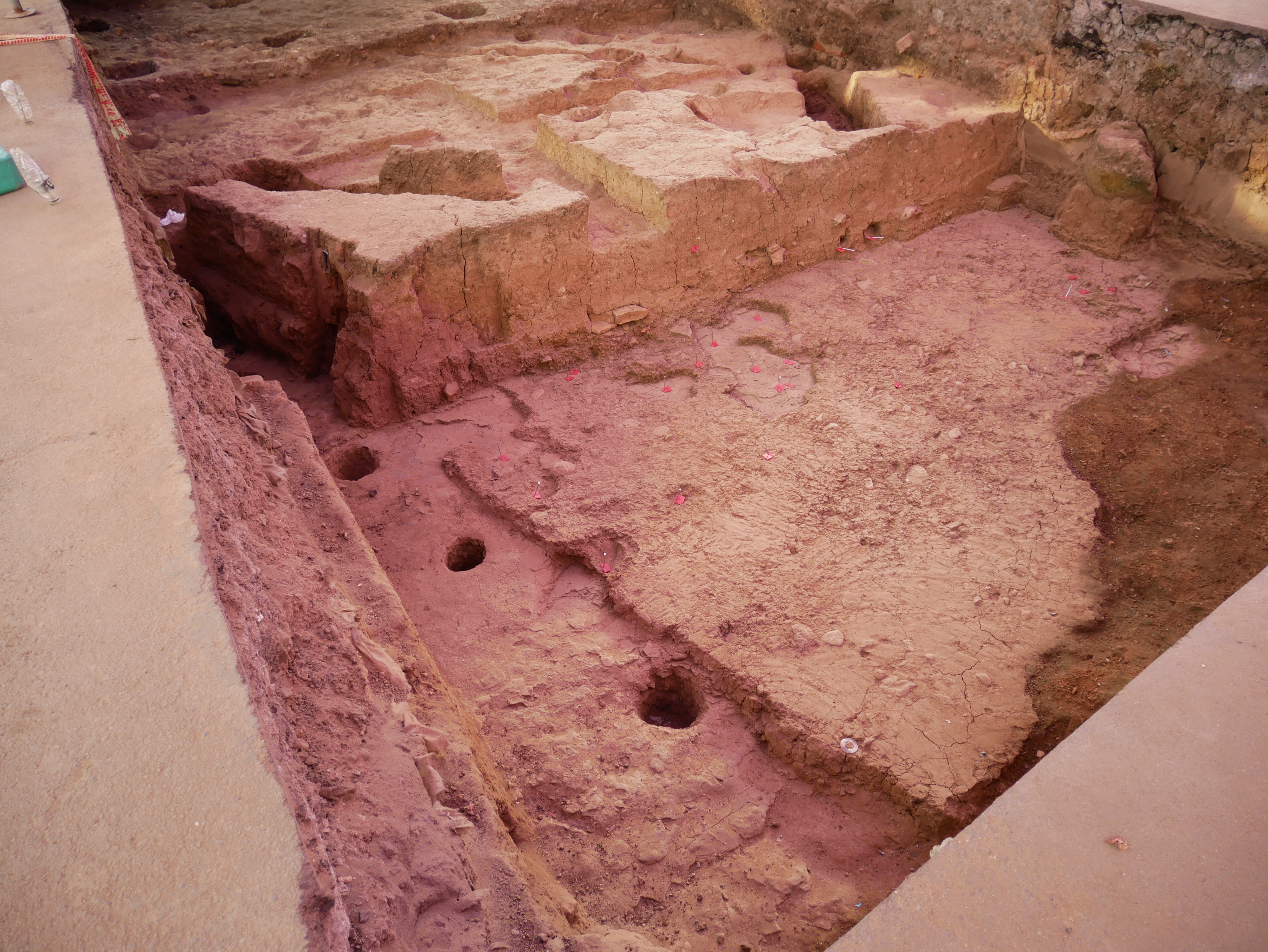
諸聖堂（Todos los Santos）考古發掘坑

聖薩爾瓦多城今日已完全不復見，原址為台灣國際造船基隆廠位於和平島的船塢，日治時期1933（日昭和8年）至1936年間（昭和11年），臺灣總督府派學者村上直次郎對遺址進行挖掘，並鼓吹保護殘餘堡基，但在二次大戰盟軍轟炸及日軍多次軍港建設，北荷蘭城堡遺址不復存在任何遺跡。
國立臺灣大學鮑曉鷗教授（西班牙語：José Eugenio Borao Mateo）為研究和平島古堡舊城牆遺址的位置，委託成大公共工程研究中心利用「透地雷達」（Ground 
Penetrating Radar，GPR）進行城牆遺址探測。2002年，成大完成「透地雷達技術應用於基隆和平島古堡舊城牆遺址之探測」報告發現在船舾廠內仍有城牆遺址存在的可能性。
2019年，基隆市政府邀請國立清華大學人類學研究所所長臧振華及西班牙考古學者Maria Cruz Berrocal組成的考古團隊調查聖薩爾瓦多城和修道院遺址的正確位置，5月開始考古挖掘，先後發現了墓葬、遺骸、空穴及十字架等物。

### 主要遺構
依據歐式城堡建築都有地下室及地基的慣例，加上其後建成的船塢不需地基，有學者認為在更深的地底仍存部分遺址。2011年10月，兩位西班牙考古研究員於可能地點開挖。

### 引用
1. ↑  鮑曉鷗《西班牙人的台灣體驗 1626-1642：一項文藝復興時代的志業及其巴洛克的結局》， p81， p187
2. ↑  李毓中、季鐵生：〈西班牙殖民時期北臺灣人文景觀的模擬建構〉
3. ↑  鮑曉鷗《西班牙人的台灣體驗 1626-1642：一項文藝復興時代的志業及其巴洛克的結局》, p442
4. ↑  鮑曉鷗《西班牙人的台灣體驗 1626-1642：一項文藝復興時代的志業及其巴洛克的結局》， p383，付錄13《記述1636年聖救主城要塞的備忘錄》
5. ↑  李壬癸 1996，第28頁
6. ↑  洪英聖 2004，第20、53-56頁
7. ↑  .   [2018-05-09]. （原始内容存档于2020-09-30）.
8. ↑  . 國立臺灣大學.   [2016-07-31]. （原始内容存档于2020-09-25）.
9. ↑   (PDF).   [2015-08-04]. （原始内容 (PDF)存档于2020-09-11）.
10. ↑  林欣漢. . 自由時報. 2019-04-24  [2019-08-06]. （原始内容存档于2019-08-05）.
11. ↑  游明煌. . 聯合新聞. 2019-06-19  [2019-08-06]. （原始内容存档于2020-04-02）.
12. ↑  游明煌. . 聯合新聞. 2019-07-31  [2019-08-06]. （原始内容存档于2020-05-28）.
13. ↑  游明煌. . 聯合新聞. 2019-07-31  [2019-08-06]. （原始内容存档于2020-04-02）.
14. ↑   (PDF).   [2008-02-04]. （原始内容存档 (PDF)于2007-02-26）.
15. ↑  .   [2011-10-19]. （原始内容存档于2011-10-19）.
16. ↑  .   [2014-05-28]. （原始内容存档于2019-11-30）.